# Tuisittich
Der Tuisittich (Brotogeris sanctithomae) auch Tuiparasittich ist eine Art der Neuweltpapageien. Die Art kommt ausschließlich in Südamerika vor.

## Erscheinungsbild
Der Tuisittich erreicht eine Körperlänge von 18 Zentimetern und ist damit so groß wie der Tovisittich und etwas größer als der Braunkinnsittich, der die kleinste Art der Schmalschnabelsittiche darstellt.
Der Tuisittich ähnelt dem Braunkinnsittich sehr. Sein Gefieder ist insgesamt jedoch etwas gelblicher als das dieser Art. Zusätzlich zu dem kleinen orangefarbenen Kinnfleck weist der Tuisittich außerdem ein schmales orangefarbenes Stirnband auf.

## Verbreitung und Verhalten
Der Tuisittich kommt in Nordbrasilien südlich des Mündungsgebiets des Amazonas vor. Die Vögel leben überwiegend schwarmweise. Ihre Nahrung besteht aus Früchten, Beeren, Sämereien, Blüten und Nektar. Über die Fortpflanzungsgewohnheiten des Tuisittichs ist wenig bekannt.

## Belege

### Weblink
- Brotogeris sanctithomae in der Roten Liste gefährdeter Arten der IUCN 2023.2. Eingestellt von: BirdLife International, 2023. Abgerufen am 25. April 2024.
- Tuisittich (Brotogeris sanctithomae) bei Avibase
- Tuisittich (Brotogeris sanctithomae) auf eBird.org
- xeno-canto: Tonaufnahmen – Tuisittich (Brotogeris sanctithomae)
- Tui Parakeet (Brotogeris sanctithomae) in der Encyclopedia of Life.  (englisch).